# Carolahaus

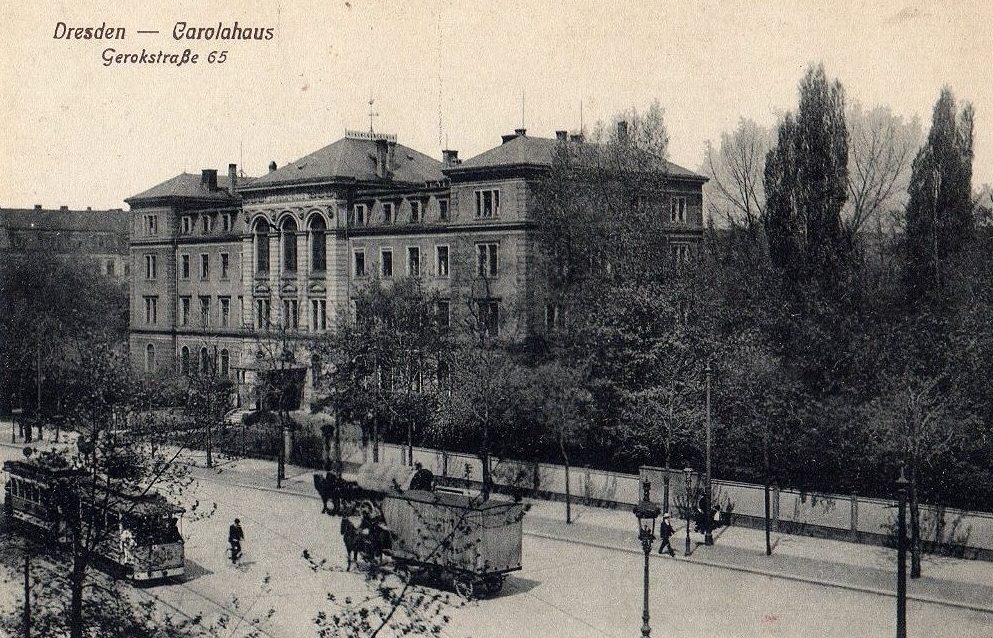
Carolahaus 1909

Das Carolahaus war das erste öffentliche Krankenhaus in der Dresdner Johannstadt. Es wurde 1878 eröffnet und war als Krankenhaus bis in die 1930er Jahre in Betrieb. Benannt war die Einrichtung nach Carola von Wasa-Holstein-Gottorp, der letzten sächsischen Königin. Das Carolahaus wurde 1945 komplett zerstört.

## Geschichte

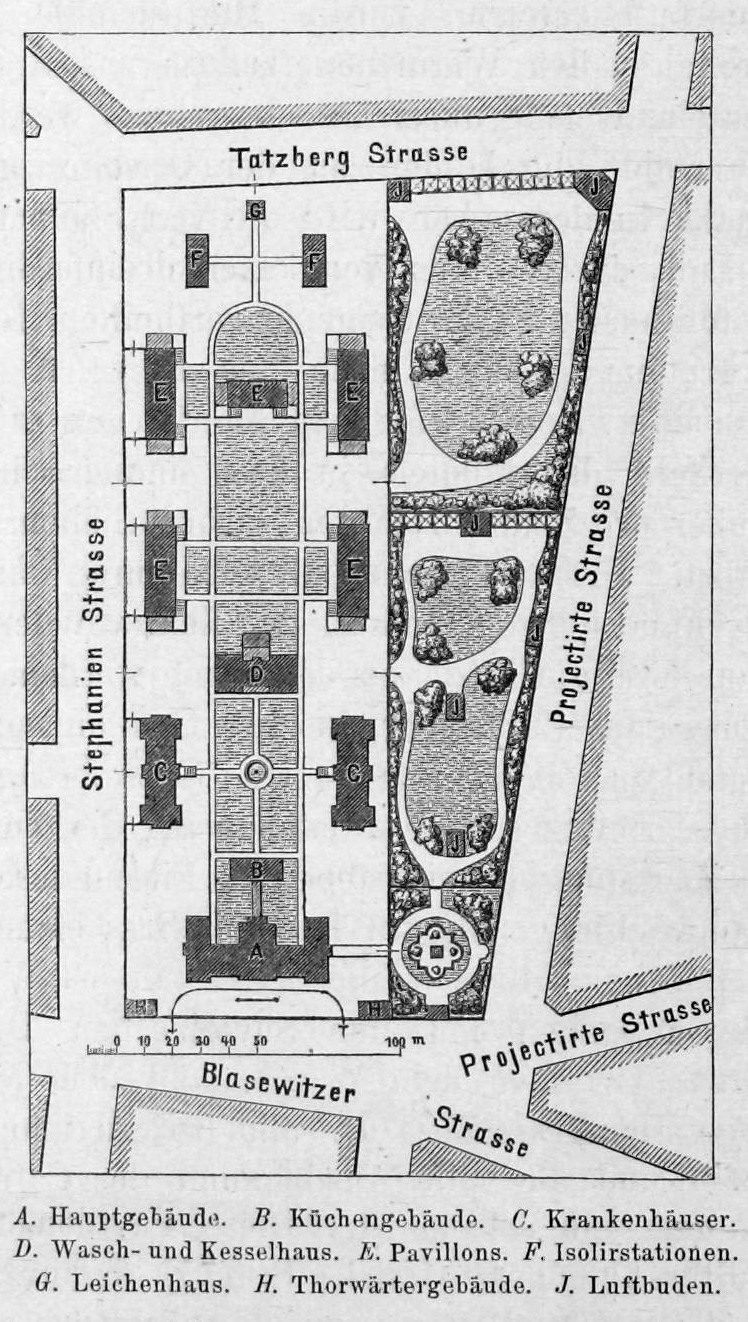
Gelände des Carolahauses 1878

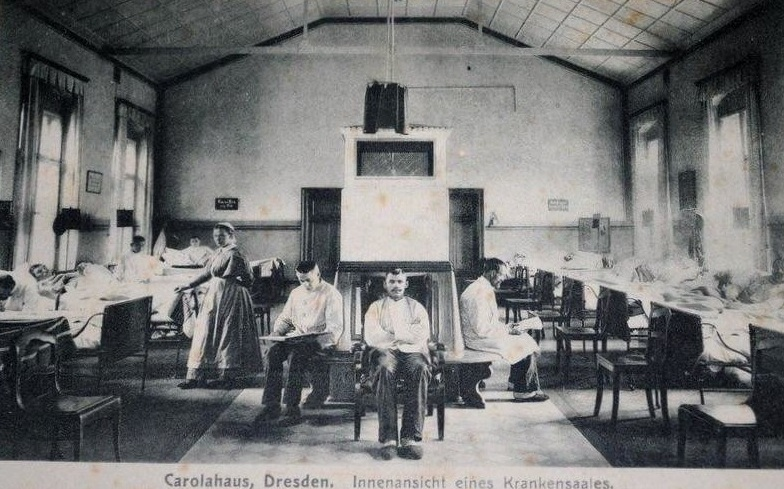
Blick in einen Krankensaal, 1908

### Krankenhaus
Im Jahr 1867 gründete die sächsische Prinzessin Carola zusammen mit der sorbischen Krankenpflegerin Marie Simon in Dresden den Albertverein, einen internationalen Frauenverein des Roten Kreuzes. Er sollte Krankenpflegerinnen ausbilden, Reservelazarette für kranke und verwundete Soldaten bilden und Armenkrankenpflege durchführen. Dazu wurde ein Gebäudekomplex an der Blasewitzer Straße geplant. Der Bau des Carolahauses begann 1876 auf Initiative des Albertvereins. Finanziert wurde das Vorhaben vor allem durch Spenden und durch eigens durchgeführte Lotterien sowie von der nunmehrigen sächsischen Königin Carola. Der Architekt der Anlage war der Dresdner Stadtbaurat Theodor Friedrich. Die private Krankenanstalt öffnete 1878, betrieben wurde sie durch die Schwestern des Albertvereins. Die Außenanlagen gestaltete der spätere Königlich Sächsische Obergartendirektor Friedrich Bouché. Neben dem Krankenhaus war eine Schwesternschule ein wichtiger Bestandteil der Anstalt. Das gesamte Gelände des Carolahauses maß über 40.000 Quadratmeter.
Auf dem Gelände des Carolahauses entstand eine Kapelle. Sie maß ca. 15 × 24 Meter, war zweigeschossig aus Sandstein mit verputzten Fassaden und bot 150 Sitzplätze. Die Carolahauskapelle besaß ein von der Königin Carola gestiftetes Altarbild (Heilung eines Gichtkranken darstellend), eine Orgel sowie eine Bronzeglocke. Am 7. Juli 1887 wurde die Kapelle durch den Pfarrer der Böhmischen Kirche (Erlöserkirche) geweiht.
Bis 1894 wurden mehrere zusätzliche Funktionsgebäude auf dem Gelände errichtet. Das Carolahaus verfügte über insgesamt 225 Betten. Als 1901 das Stadtkrankenhaus Johannstadt, das heutige Universitätsklinikum Carl Gustav Carus, eröffnete, spezialisierte sich das Carolahaus auf Tuberkulose-Erkrankungen. Im Jahr 1906 eröffnete auf Veranlassung von Carola von Wasa-Holstein-Gottorp eine Fürsorgestation für Lungenkranke.
Nach dem Ende des Ersten Weltkriegs verschlechterte sich die wirtschaftliche Situation des Carolahauses, was den Albertverein schließlich 1920 dazu zwang, das Krankenhaus an die Stadt Dresden zu verkaufen. Die Nutzungsrechte blieben dem Verein jedoch bis zur Aufgabe des Krankenhausbetriebs Anfang der 1930er Jahre erhalten.

### Zeit des Nationalsozialismus
Nach der Machtübernahme der Partei NSDAP zog eine Schule der SA in das Carolahaus. Dabei wurde 1932 die Kapelle des Carolahauses ausgeräumt und als Pistolenschießstand und später als Turnhalle missbraucht. Mit dem Ausbruch des Zweiten Weltkriegs begann die Nutzung des Gebäudes als Lazarett. Im Februar 1945 fiel das Carolahaus den Luftangriffen auf Dresden zum Opfer und wurde vollständig zerstört.

### Nachnutzung des Areals
Nach dem Ende des Zweiten Weltkriegs wurde auf dem Gelände des Carolahauses eine Trümmersortier- und Aufbereitungsanlage eingerichtet. In den 1950er Jahren entstand auf dem Areal der VEB Kommunales Plattenwerk zur Produktion von Betonfertigteilen für den Wohnungsbau in Dresden und Umgebung, das bis 1990/91 in Betrieb war. Nach der Schließung des Plattenwerks verwahrloste das Gelände, bis um das Jahr 2000 eine Bürgerinitiative zur Wiedernutzbarmachung des Areals gegründet wurde. Nach dem Abriss der Überreste des Werks wurde 2004 das Freilichtmuseum Betonzeitschiene eröffnet.

## Sonstiges
Zum 25-jährigen Bestehen des Carolahauses im Jahr 1903 erschien eine Gedenkmünze aus Silber, die auf der einen Seite das Krankenhaus und auf der anderen Seite Königin Carola zeigt. Entworfen wurde die Münze vom Dresdner Bildhauer Robert Henze. Ein Exemplar befindet sich im Münzkabinett der Staatlichen Kunstsammlungen Dresden.